# エズラ・ヴォーゲル
エズラ・ファイヴェル・ヴォーゲル（Ezra Feivel Vogel、1930年7月11日 - 2020年12月20日）は、アメリカ合衆国の社会学者。中国と日本を筆頭に東アジア関係の研究に従事した。中国名：傅 高義（フー・ガオイー）。
息子はカリフォルニア大学バークレー校教授のスティーヴン・ヴォーゲル。

## 経歴
オハイオ州デラウェアでアシュケナジム・ユダヤ系の家庭に生まれる。1950年にオハイオ・ウェスリアン大学を卒業。アメリカ陸軍に2年間勤務したのち、大学に入り直す。1958年にハーバード大学大学院社会関係学科で博士号を取得。
1960年にイェール大学精神医学部助教授になるものの、翌1961年にハーバード大学に移り、博士研究員として中国の歴史の研究に従事する。1964年からハーバード大学講師（中国研究）、1967年にハーバード大学教授（社会学）になる。
同大学内で、1972年から1977年まで東アジア研究所長、1977年から1980年まで東アジア研究評議会議長、1980年から1988年まで日米関係プログラム所長、1995年から1999年までフェアバンク東アジア研究センター所長などを歴任。
1979年に『ジャパン・アズ・ナンバーワン』を出版して日本でベストセラーになった。
また1993年から1995年までは国家情報会議（NIC）の東アジア・太平洋担当の国家情報官を務めた。
2000年にハーバード大学を退職して以降、中華人民共和国の鄧小平の本格的な研究に取り組む。2011年に出版された『Deng Xiaoping and the Transformation of China』は中国語にも翻訳され（中国語タイトル：『鄧小平時代』）、中国大陸、香港、台湾など中華圏で100万部を超えるベストセラーとなった。
2014年、福岡アジア文化賞大賞受賞。
2020年12月20日、90歳で死去。

## 著作
- 1963年：Japan's New Middle Class
  - 『日本の新中間階級―サラリーマンとその家族』佐々木徹郎 編訳、誠信書房（1968、1979）
- 1969年：Canton Under Communism
- 1975年：Modern Japanese organization and decision-making ISBN 0520028570（英語）
- 1979年：Japan as Number One
  - 『ジャパン・アズ・ナンバーワン―アメリカへの教訓』広中和歌子・木本彰子訳、新版・CCCメディアハウス、ISBN 4813311989（2004）
- 1985年：Comeback: Case by case: Building the resurgence of American Business
  - 『ジャパン・アズ・ナンバーワン再考―日本の成功とアメリカのカムバック』上田惇生訳、TBSブリタニカ、ISBN 4484841118 （1984）
- 1989年：One Step Ahead in China
  - 『中国の実験―改革下の広東』中嶋嶺雄監訳、日本経済新聞社 ISBN 4532140390（1991）
- 1991年：The Four Little Dragons
  - 『アジア四小龍―いかにして今日を築いたか』渡辺利夫訳、中公新書 ISBN 4121011244（1993）
- 1997年：Living with China 編集
- 2001年：Is Japan Still Number One
  - 『ジャパンアズナンバーワン　それからどうなった』福島範昌訳、バーナード・クリッシャー監修、たちばな出版（2000）
- 2011年：Deng Xiaoping and the Transformation of China
  - 『現代中国の父 鄧小平』益尾知佐子・杉本孝、日本経済新聞出版社訳（上・下、2013）
- 2019年：China and Japan: Facing History
  - 『日中関係史-1500年の交流から読むアジアの未来』益尾知佐子訳、日本経済新聞出版社（2019）